# كريستين إف.
كريستين إف. (بالألمانية: Christiane Felscherinow )‏ (و. 1962  م) هي ممثلة، وكاتِبة ألمانية، ولدت في هامبورغ.

## وصلات خارجية
- كريستين إف. على موقع IMDb (الإنجليزية)
- كريستين إف. على موقع ألو سيني (الفرنسية)
- كريستين إف. على موقع ميوزك برينز (الإنجليزية)
- كريستين إف. على موقع ديسكوغز (الإنجليزية)
- كريستين إف. على موقع قاعدة بيانات الفيلم (الإنجليزية)
- كريستين إف. في قاعدة بيانات الأفلام على الإنترنت